# Östra Stora Mörtetjärnet
Östra Stora Mörtetjärnet är en sjö i Eda kommun i Värmland och ingår i Göta älvs huvudavrinningsområde. Sjöns area är 0,027 kvadratkilometer och den befinner sig 214 meter över havet.